# Bill Crow

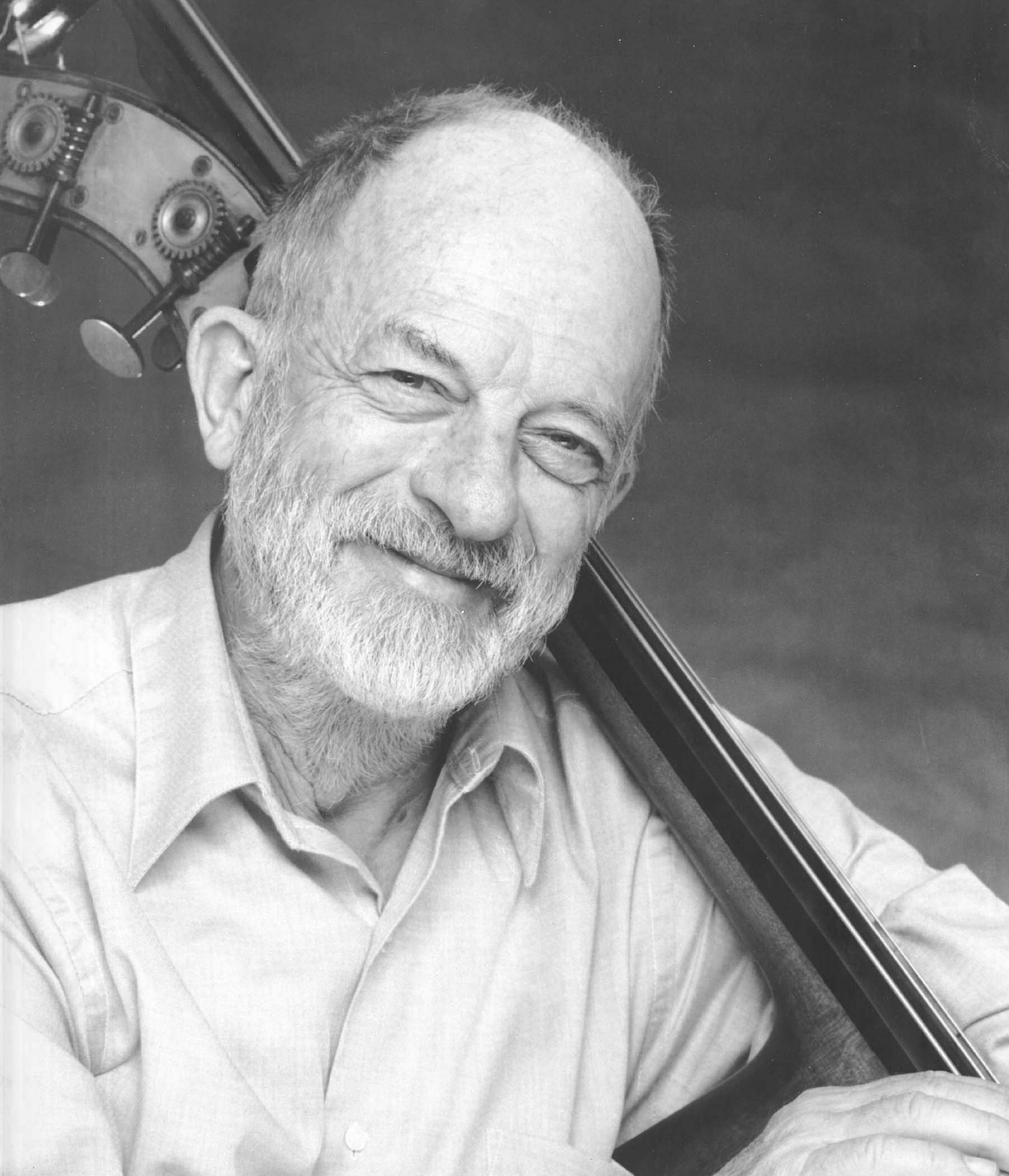
Bill Crow

Bill Crow Othello (Washington), 27 december 1927) is een Amerikaanse jazzbassist en jazzauteur. Hij werkte jarenlang met saxofonist Gerry Mulligan.

## Biografie
Crow groeide op in Kirkland (Washington). In de loop der jaren leerde hij verschillende instrumenten bespelen: trompet, sousafoon (tijdens zijn studie aan de Universiteit van Washington) en (tijdens zijn diensttijd) baritonhoorn, trombone en drums. Na zijn diensttijd keerde hij terug naar de University of Washington, in zijn vrije tijd speelde hij in een jazzkwartet. Hij speelde trombone in orkesten in Seattle.
In 1950 ging Crow naar New York, waar hij enige tijd tromboneles had van Lennie Tristano. Begin jaren vijftig leerde hij zichzelf bas spelen, het zou uiteindelijk zijn eerste instrument worden. In 1952 was hij trombonist en bassist bij Glen Moore, in 1953 bij Claude Thornhill. Eind december 1952 was hij lid van het kwintet van Stan Getz (met daarin verder onder meer Duke Jordan en Jimmy Raney). Hij werkte samen met musici als Al Haig, Marian McPartland en Zoot Sims.
Midden jaren 50 werd hij bassist in de verschillende groepen van Gerry Mulligan, met de saxofonist werkte hij tot midden jaren 60 samen. Crow was tevens 'sideman' in groepen van o.m. Mike Riley, John Benson Brooks, Teddy Charles, Terry Gibbs, Don Elliot, Jerry Wald, Jim Hall, Al Cohn & Zoot Sims, Bob Brookmeyer & Clark Terry, Roger Kellaway, Quincy Jones, Benny Goodman, Eddie Condon, Walter Norris, Peter Duchin, Marty Napoleon, Chris Griffin, Gene DiNovi, Doug Proper, Joe Beck, Lou Caputo, Art Baron, Phil Woods en Carmen Leggio. Hij heeft veel gespeeld met pianist Hiroshi Yamazaki en met trompettist Ryo Sasaki.
Crow produceerde zelf een trio-album met Hiroshi Yamazaki en John Cutrone (Embraceable You) en een plaat met gitarist Armand Hirsch (Bill Crow Sings).
In de jaren 70 speelde hij in verschillende Broadway-shows, contrabas, maar ook tuba. Al in de jaren 50 schreef hij artikelen in Jazz Review. Later verscheen van hem Jazz Anecdotes. (Oxford University Press, 1991) en een meer autobiografisch werk, "'From Birdland to Broadway'" (Oxford University Press, 1993).

## Discografie

### als leider
- From Birdland to Broadway (Venus, 1995, 2002)
- Jazz Anecdotes (Venus, 1996)

### als 'sideman'
met Gerry Mulligan
- Recorded in Boston at Storyville (Pacific Jazz, 1956)
- Mainstream of Jazz (EmArcy, 1956)
- Annie Ross Sings a Song with Mulligan! (World Pacific, 1958)
- The New Gerry Mulligan Quartet (1959)
- What Is There to Say? (1959)
- Gerry Mulligan and the Concert Jazz Band at the Village Vanguard (Verve, 1960)
- Gerry Mulligan Presents a Concert in Jazz (Verve, 1961)
- Holliday with Mulligan (DRG, 1961 [1980]) with Judy Holliday
- The Gerry Mulligan Quartet (Verve, 1962)
- Gerry Mulligan '63 (Verve, 1963)
- Night Lights (Philips, 1963)
- Spring Is Sprung (Philips, 1962)
- Butterfly with Hiccups (Limelight, 1964)
- New York (December 1960), 1989
- Moonlight in Vermont, 1991
- Double Exposure, 1992
- Jazz 'Round Midnight, 1992
- Newport Jazz Festival: Mulligan in the Main, Vol. 2, 1992
- News from Blueport, 1996

met Stan Getz
- Stan Getz Plays (Norgran, 1954)
- West Coast Jazz, 1955
- The Sound, 1956
- Stan Getz and the Cool Sounds (Verve, 1953–55, [1957])
- Stella by Starlight, 1993
- Sweetie Pie, 1993
- A Life in Jazz: A Musical Biography, 1996
- Yesterdays: Stan Getz Plays the Standards, 2004
- Getz for Lovers, 2002
- Music for Lovers, 2006
- Body and Soul (Universal/Verve, 2006)

met Zoot Sims
- Either Way (Fred Miles Presents, 1961)
- Suitably Zoot 1965
- At the Half Note, 2000
- At the Half Note Again, 2006

met Bob Brookmeyer
- Whooeeee (Storyville, 1956)
- The Street Swingers (World Pacific, 1957)
- 7 x Wilder (Verve, 1961)
- Tonight (Mainstream, 1965)

met Al Cohn
- Jazz Mission to Moscow (Colpix, 1962)

met Clark Terry
- More/Tread Ye Lightly (1963)
- The Power of Positive Swinging (Mainstream, 1965)

met Marian McPartland
- After Dark (1956)
- 85 Candles: Live in New York (2005)

met J. J. Johnson
- Dave Brubeck and Jay & Kai at Newport (Columbia, 1956)
- Jay and Kai (Columbia, 1957)
- Trombone for Two J.J. Johnson (1956)

met Al Haig
- Al Haig Trio (Esoteric, 1954)

met Jimmy Cleveland
- A Map of Jimmy Cleveland (Mercury, 1959)

met Milt Jackson
- The Ballad Artistry of Milt Jackson (Atlantic, 1959)

met anderen
- 1960 Swing, Swing, Swing, Benny Goodman
- 1960 I Love the Life I Live, Mose Allison
- 1954 Jimmy Raney Quintet (Prestige)
- 1956 Shades of Sal Salvador
- 1957 The Voices of Don Elliott
- 1959 On Campus!, Teddy Charles
- 1962 Jazz Goes to the Movies, Manny Albam
- 1962 Joe Morello
- 1978 Original Wilber, Bob Wilber
- 1992 Live at Birdland, Eddie Bert
- 1992 Some Blues, Jay McShann
- 1994 American Songbook Series: Jule Styne
- 1994 Hoagy's Children, Vol. 1, Bob Dorough / Barbara Lea / Dick Sudhalter
- 1994 Hoagy's Children, Vol. 2, Bob Dorough / Barbara Lea / Dick Sudhalter
- 1995 Early Quintets, Phil Woods
- 1995 With Pleasure, Dick Sudhalter
- 2002 Jazz in Paris: Piano aux Champs-Elysees, Ronnell Bright/Art Simmons
- 2004 Sunday Session, Rich Pearle
- 2005 The CTS Session, Spike Robinson
- 2000 Autumn in New York, Claude Williamson Trio (Venus)
- 2010 I Remember You, Michelle Leblanc[2]

## Boeken
- Jazz Anecdotes, Oxford University Press 1990.
- From Birdland to Broadway: Scenes fom a jazz life, Oxford University Press 1992.